# 中目来田村
中目来田村（なかもくらいでんむら）は、かつて新潟県南魚沼郡にあった村。

## 沿革
- 1889年（明治22年）4月1日 - 町村制施行に伴い南魚沼郡中村、目来田村が合併し、中目来田村が発足。
- 1906年（明治39年）4月1日 - 南魚沼郡塩沢町、吉里村、栃窪村、富実村、上島村、大富村（一部）と合併し、塩沢町を新設して消滅。